# Овертонский мост
Овертонский мост (или «Мост Овертаун»; англ. Overtoun Bridge) — пешеходный мост, расположенный возле Дамбартона, Уэст-Данбартоншира, Шотландия. Разработан инженером Генри Эрнст Милнером (1845—1906) и назван в честь особняка Овертон, расположенного рядом. Мост состоит из трёх арок — большая центральная, на дне которой течёт речка Овертонский Борн, а по краям арки поменьше. Мост привлёк к себе внимание международных СМИ из-за большого количества собак, которые прыгали с моста и разбивались насмерть. Первый случай собачьего суицида зафиксирован в 1951 году, а уже к 1955 году их насчитывалось более 50. За всё время существования моста с него прыгала, в среднем, одна собака в месяц. В некоторых случаях, если собаки выживали, то после восстановления они прыгали с моста снова. Все собаки для своего смертельного прыжка выбирают одно и то же место — между двумя последними пролётами с правой стороны моста.
Эксперт «Шотландского общества по предотвращению жестокого обращения с животными» Дэвид Секстон считает, что причиной столь необычного поведения животных является не мистика, а обычная природа животных. 
В ходе эксперимента этолог обнаружил, что под мостом живут очень большое количество мышей и норок, а собаки просто бегут на их запах.